# MODEM Modern és Kortárs Művészeti Központ
A Debrecen történelmi belvárosában található Kováts András Ybl-díjas építész által tervezett épületben helyet kapó MODEM intézménye 2006. szeptember 25. óta fogadja a látogatókat. A háromszintes épület négy kiállítóterében közel 2500 négyzetméter jut a kortárs kiállításoknak, a Zöld Kilincs kávézóban és a belső kertben pedig számos kulturális és zenei program csalogatja az érdeklődőket. Mindezek mellett társművészeti programokat, művészettörténeti előadásokat, irodalmi esteket és művészetpedagógiai foglalkozásokat is rendeznek a MODEM-ben. 

## Címe
- 4026 Debrecen, Hunyadi János u. 1-3.

## Tevékenysége
A MODEM Modern és Kortárs Művészeti Központ nemzetközi kapcsolódású muzeális intézmény, mely kortárs gyűjteményével, időszaki és állandó kiállításaival, társművészeti programjaival várja látogatóit. Célja a kortárs művészet aktuális irányzatainak, progresszív törekvéseinek, legjelentősebb hazai és nemzetközi képviselőinek, valamint a XX-XXI. század hazai és nemzetközi képzőművészeti teljesítményeinek bemutatása. A korszellem kihívásainak megfelelve ösztönzi a különféle művészeti- és tudományágak képviselőinek együttműködését. Kiemelt küldetése a művészeten keresztül tanulmányozni Kelet-Közép-Európa kultúráját és társadalmát kiállítások, projektek, konferenciák és események formájában. 
A MODEM számára létfontosságú az oktatás, mely aktív, kölcsönösségen alapuló keretek között valósul meg a régió és a város számos oktatási intézményével együttműködésben. Ennek érdekében célzott programokat indít a művészetközvetítés, a múzeumpedagógia és a vizuális kommunikáció területein. 
Az intézmény pályakezdő alkotók és kurátorok támogatása és a jövő felé nyitás jegyében rendszeres pályázatokat, ösztöndíjakat és művészcsere lehetőségeket biztosít. A MODEM mobilitáson alapuló programja a 2006 óta működő Debreceni Nemzetközi Művésztelep (DNM) égisze alatt valósul meg. A program kiemelt céljai között szerepel Debrecen kulturális sokszínűségének gazdagítása, valamint kapcsolódási pontok kialakítása a régióból származó művészek, kulturális szakemberek számára. 

## Kiállításai (válogatás)2006 2006
- - 2006
    - Kilencvenkilenc év. Válogatás az Antal–Lusztig-gyűjtemény anyagából, 2006. szeptember 25. – március 18.
    - 2007
    - Torzulások. André Kertész kiállítása, 2007. március 29. – május 13.
    - Lost and Found, 2007. május 25. – július 22.
    - Északi part, 2007. június 15. – július 29.
    - Testbeszéd. Válogatás az Antal–Lusztig-gyűjtemény anyagából, 2007. április 12. – 2008. március 30.
    - Az igazi da Vinci, 2007. augusztus 16. – november 16.
    - Kibontott táj. Bukta Imre kiállítása, 2007. december 12. – március 1.
    - 2008
    - Partíció, Intermédia öt kontinensről, 2008. március 14. – május 11.
    - Kepes György, A fény művészete, 2008. április 11. – június 15.
    - A barbár zseni. Aba-Novák Vilmos életmű-kiállítása, 2008. április 21. – július 6.
    - Szocreál. Festészet a Rákosi-korban, 2008. július 10. – november 7.
    - Blue Noses. A meztelen igazság. A Blue Noses cenzúrázatlanul, 2008. szeptember 26. – december 15.
    - Hogyan tovább Oroszország? Kortárs orosz művészet, 2008. szeptember 26. – december 15.
    - 7490 Egyéb szakmai, tudományos, műszaki tevékenység. Gyenis Tibor kiállítása, 2008. november 8. – 2009. február 22.Képerdő. Keserű Ilona munkássága (1982-2008), 2008. november 22. – 2009. március 1.
    - 2009
    - Nagy István: egy életmű keresztmetszete. Művek az Antal–Lusztig-gyűjteményből, 2009. január 15. – június 28.
    - A mindenség modellje. Kortárs magyar templomépítészet, 2009. március 22. – június 28.
    - Töredék az embernek, Schaár Erzsébet művészi hagyatéka az Antal–Lusztig-gyűjteményből, 2009. június 21. – július 31.
    - Kis magyar pornográfia. Kiállítás a rendszerről, amelyben élünk, 2009. július 30. – október 31.
    - Messiások. A nyugati ember és a megváltás gondolata a modern és kortárs vizuális művészetekben, 2009. augusztus 13. – december 31.
    - Banánköztársaság, A nyolcvanas évek lengyel expresszív művészete, 2009. november 20. – 2010. január 31.
    - Aknay János: Szentendrei múzsa, 2010. január 30. – március 28.
    - 2010
    - A létezés ritmusa. Reigl Judit életmű-kiállítása, 2010. június 17. – szeptember 19.
    - Panamarenko. A gravitáció legyűrése, 2010. szeptember 19. – december 7.
    - A héttoronyba zárva. Melankólia a modern művészetben. Antal–Lusztig-gyűjtemény, 2010. október 23. – 2011. március 25.   2011
    - Határsértés. Transz(a)gresszív Millenium. Sorin Tara kiállítása, 2011. január 15. – március 27.
    - Istenem. Keresztény nézőpont a kortárs magyar képzőművészetben, 2011. február 27. – május 15.
    - Nehezen feltehető kérdések. Koronczi Endre kiállítása, 2011. május 1. – július 24.
    - Kilátás a lichthófra. Kelet-európai videóművészet, 2011. augusztus 19. – november 6.
    - Hibriditás a Kárpátok között. Az Irokéz Gyűjtemény és a rendszerváltás, 2011. szeptember 11. – 2012. január 1.
    - Drozdik Orsolya: a másik Vénusz, 2011. október 9. – 2012. január 15.
    - A szépség vonalai. Aktok az Antal–Lusztig-gyűjteményben, 2011. december 1. – 2012. február 26.
    - 2012
    - feLugossy László: 7 milliárd emberi agy, nagyjából, 2012. január 21. – április 29.
    - Zéró évek. Szlovák vizuális művészet 1999–2011 között négy kurátor perspektívájából, 2012. március 25. – június 24.
    - Nagyon speciális örömök. Tót Endre retrospektív 1971–2011, 2012. június 2. – szeptember 16.
    - Vadak, halak, madarak. Soltész István fotói, 2012. július 15. – október 7.
    - Idegen anyag. „Szürrealizmus” a valóság vonzásában. Válogatás az Antal–Lusztig-gyűjteményből, 2012. június 16. – december 31.
    - Alkony. A figuratív festészet nemzetközi tendenciái, 2012. október 7. – 2013. február 10.
    - Forradalmár, próféta, melós. Kondor Béla művészete, 2012. november 4. – február 17.
    - 2013
    - Vicces sztori. Csontó Lajos kiállítása, 2013. március 10. – június 8.
    - Roskó Gábor: A történelem terhe, 2013. április 28. – július 28.
    - Still – Fotográfia a múzeumban. Nemzetközi fotókiállítás, 2013. július 7. – október 20.
    - Körkörös romok. Ország Lili falai, 2013. augusztus 18. – 2014. január 19.
    - Halálos természet. Naturalizmus és humanizmus a 21. század elején, 2013. november 17. – 2014. február 16.
    - Az új spektákulum. Kortárs kínai művészet, 2013. december 15. – 2014. március 30.
    - 2014
    - Szabadkéz. Rajz a magyar képzőművészetben tegnap és ma, 2014. március 2. – június 29.
    - Alföld. Történetek 200 év magyar képzőművészetéből, 2014. május 10. – szeptember 21.
    - A fenséges geometriája. Válogatás a Vass- és az Antal–Lusztig-gyűjtemények anyagából, 2014. július 12. – szeptember 28.
    - Asztalos Zsolt: két hidrogén közösbe adta elektronjait, 2014. október 5. – november 2.
    - A festő dolga: Birkás Ákos, 2014. október 11. – 2015. február 8.
    - Körhinta. Erwin Olaf fotókiállítása, 2014. október 26. – 2015. február 1.
    - 2015
    - Újratervezés. Válogatás az Antal–Lusztig-gyűjteményből, 2015. július 11. – 2016. január 31.
    - 2016
    - GÉM/GAMEkapocs, 2016. január 3. – január 28.
    - A szabadság szigete. Válogatás a szentendrei Ferenczy Múzeum gyűjteményéből, 2016. augusztus 7. – november 6.
    - Bevésődés. Debreceni Nemzetközi Művésztelep kiállítása, 2016. november 20. – 2017. január 24.
    - Art deco a pusztán. Sajó István (1896–1961) és műve, 2016. december 9. – 2017. február 26.
    - 2017
    - GÉM/GAMEkapocs ll.,2017. február 8. – május 28.
    - Béke veled! drMáriás kiállítása, 2017. március 12. – május 21.
    - Nagy felbontás. A Krakkói Nemzetközi Grafikai Triennálé fél évszázada, 2017. május 21. – július 2.
    - XY. Újgenerációs lengyel-magyar festészet, 2017. június 18. – augusztus 20.
    - Antihangszer. A Vajda Lajos Stúdió kiállítása, 2017. szeptember 3. – szeptember 17.
    - A táj konfigurációja. Bernát András retrospektív kiállítása, 2017. szeptember 9. – október 29.
    - Tervezett alkotás. A Debreceni Nemzetközi Művésztelep kiállítása, 2017. október 22. – december 31.
    - Billentyűk. Blattner Géza kísérleti bábszínháza az avantgárd Párizsban, 2017. november 19. – 2018. február 25.
    - Olga Tobreluts. Mitológia újratöltve, 2017. november 26. – 2018. február 25.  
    - 2018
    - Kinga Nowak. A tér dramaturgiája, 2018. február 18. – március 31.
    - Fátyolsáv fények, csurranó színek. Az Antal–Lusztig-gyűjtemény legszebb darabjai, 2018. március 11. – augusztus 26.
    - Várnai Gyula: Rewind, 2018. március 25. – május 27.
    - Madácsy István: Fekete lyuk, 2018. május 27. – július 29.
    - Impressziók. Monet-tól Van Goghig, Matisse-tól Warholig, 2018. június 19. – október 07.
    - Az ígéret földje. Videóművészet Izraelből, Izraelről, 2018. augusztus 11. – 2018. október 14.
    - Benczúr Emese: Let it be (Hadd legyen), 2018. augusztus 17. – október 28.
    - Világméretű megfigyelés és cenzúra, 2018. július 5. – szeptember 29.
    - Ezek a legszebb éveink? Pályakezdő perspektívák, 2018. szeptember 16. – 2018. november 18.  
    - Designrezisztencia. Debreceni Nemzetközi Művésztelep, 2018. november 10. – 2019. január 27.
    - Tisztelt Németh Lajos Professzor! Az Antal–Lusztig-gyűjtemény 50 éves!, 2018. december 1. – 2019. február 17.
    - Kísérlettől a művészetig. Man Ray fotográfiái, 2018. december 9. – 2019. március 10.
    - 2019
    - Megy, Megáll, Marad, 2019. február 17. – május 5.
    - Újraírható történetek. Keserue Zsolt, Katharina Roters, Szolnoki József, 2019. március 23. – július 7.
    - Mánia. Csendes stratégiák, 2019. április 6. – június 23.
    - Hangfegyverek, 2019. május 26. – augusztus 4.
    - PANEL. Lét, közösség, esztétika – a lakótelepek hatvan éve, 2019. augusztus 03. – november 17.
    - Családi okok miatt, 2019. augusztus 17. – november 03.
    - Privát. Helmut Newton, 2019. október 26. – 2020. január 26.
    - Anyag. A Debreceni Nemzetközi Művésztelep kiállítása, 2019. november 23. – 2020. február 16.
    - 2020  
    - Vonal Mentén. A MODEM Modern és Kortárs Művészeti Központ gyűjteményének kiállítása, 2020. május 1. – november 8.
    - Machine Imaginaire: Vera Molnar algoritmusai, 2020. július 18. – október 04.
    - Kicsiny Balázs: Időhúzás, 2020. november 14. –2021. augusztus 22.
    - Ferenczy Zsolt: Klónia, 2020. november 21. – július 18.
    - Laci&Balázs: Kisadózók, 2020. december 13. – 2021. június 27.
    - 2021
    - #IFeelSeen, 2021. július 17. – október 24.
    - Evangélium 21, 2021. július 31. – december 31.
    - Párizsi absztraktok: Abstraction-Création. Kandinszkij, Hélion, Calder, Moholy-Nagy…, 2021. október 03. – 2022. január 30.
    - Burai István retrospektív, 2021. november 13. – 2022. február 20.
    - 2022  
    - Határeset. Kortárs reflexiók a kelet-közép-európai identitásra, 2022. január 22. – május 29.
    - Tasnádi József: Apóriák, 2022. február 26. – május 01.
    - Holnemváros, 2022. március 5. – június 5.
    - Lakner László: Alter ego, 2022. május 28. – szeptember 25.
    - “Latrokként tér és idő keresztjére verve…” Öt mester az Antal–Lusztig-gyűjteményből - Tóth, Schaár, Vilt, Ország, Kondor, 2022. június 25. – október 09.
    - Új Közvetítések, 2022. október 1. – 2023. január 22.
    - 30+ kísérleti művészetpedagógiai projekt, 2022. október 23. – 2023. március 19.
    - Idő. A Debreceni Nemzetközi Művésztelep kiállítása, 2022. november 12. – december 31.
    - 2023
    - Földközelben, 2023. február 19. – április 30.
    - Re:Re. Művészi újrajátszás, az újrajátszás művészete, 2023. április 22. – szeptember 17.
    - Körbe-körbe: Károly Keserü festőművész kiállítása, 2023. május 28. – július 30.
    - Keserü 90. A balatonudvari sírkövektől a párizsi Pompidou Központig, 2023. július 15. – július 30.
    - Esterházy Marcell: Timelines, 2023. augusztus 26. – november 26.
    - Tar Sándor: „Az vagyok, aki vagyok. Úgyse lehetek más: miért féljek hát felfedezni, ki vagyok?”, 2023. november 11. – 2024. február 11.
    - Feltűnő tárgyak: A mi kortárs gyűjteményünk 2.0, 2023. november 26. – 2024. április 28.
    - Határkor: Fátyol Zoltán és Tamus István kiállítása, 2023. december 16. – 2024. március 3.
    - 2024
    - A szín képe, a kép misztériuma. Kiállítás az Antal–Lusztig-gyűjtemény monokróm szegmenséből, 2024. február 10. – június 23.
    - Hanyas vagy? A MODEM közgyűjteményének kiállítása generációelméleti megközelítésből, 2024. március 30. – 2024. december 31.
    - Makropædia. A könyv kortárs olvasata, 2024. április 19. – november 2.
    - Balogh Kristóf József: kérdés nélküli válaszok, 2024. május 9. – július 7.
    - 100 év természet. Tájképek és csendéletek az MBH Bank gyűjteményéből, 2024. június 14. –július 21.
    - Berhidi Mária. Emlékezni a jelenre életmű-kiállítása, 2024. július 20. – november 10.
    - Refik Anadol: Rumi Dreams, 2024. augusztus 3. – szeptember 29.
    - Wiosna van Bon: Family Stranger, 2024. augusztus 7. – szeptember 15.
    - Intézményfikciók. Egy debreceni művészeti kar lehetőségei, 2024. szeptember 26. – november 17.

## Külső hivatkozások
- A MODEM honlapja
- Iranymagyarorszag.hu